# Sairocarpus virga
Sairocarpus virga är en grobladsväxtart som först beskrevs av Asa Gray, och fick sitt nu gällande namn av David A. Sutton. Sairocarpus virga ingår i släktet Sairocarpus och familjen grobladsväxter. Inga underarter finns listade i Catalogue of Life.